# Antheua eriostepta
Antheua eriostepta is een vlinder uit de familie tandvlinders (Notodontidae). De wetenschappelijke naam van deze soort is voor het eerst geldig gepubliceerd in 1932 door Tams.
De soort komt voor in tropisch Afrika.